# Морроу (округ, Орегон)
Округ Морроу (англ. Morrow County) располагается в штате Орегон, США. Официально образован 15 февраля 1884 года. По состоянию на 2010 год, численность населения составляла 11 173 человека.

## География
По данным Бюро переписи США, общая площадь округа равняется 5301,735 км2, из которых 5260,295 км2 суша и 41,440 км2 или 0,970 % это водоемы.

## Климат
Согласно системе классификации климата Кёппена, в округе Морроу преимущественно теплый летний средиземноморский климат, на климатических картах обозначаемый аббревиатурой «Csb».

## Население
По данным переписи населения 2000 года в округе проживает 10 995 жителей в составе 3 776 домашних хозяйств и 2 718 семей. Плотность населения составляет 2,00 человека на км2. На территории округа насчитывается 4 296 жилых строений, при плотности застройки около 1,00-го строения на км2. Расовый состав населения: белые — 76,27 %, афроамериканцы — 0,14 %, коренные американцы (индейцы) — 1,42 %, азиаты — 0,45 %, гавайцы — 0,08 %, представители других рас — 19,54 %, представители двух или более рас — 2,14 %. Испаноязычные составляли 24,43 % населения независимо от расы.
В составе 38,91 % из общего числа домашних хозяйств проживают дети в возрасте до 18 лет, 62,60 % домашних хозяйств представляют собой супружеские пары проживающие вместе, 8,87 % домашних хозяйств представляют собой одиноких женщин без супруга, 22,70 % домашних хозяйств не имеют отношения к семьям, 18,13 % домашних хозяйств состоят из одного человека, 7,40 % домашних хозяйств состоят из престарелых (65 лет и старше), проживающих в одиночестве. Средний размер домашнего хозяйства составляет 2,90 человека, и средний размер семьи 3,28 человека.
Возрастной состав округа: 30,80 % моложе 18 лет, 8,90 % от 18 до 24, 27,30 % от 25 до 44, 22,40 % от 45 до 64 и 22,40 % от 65 и старше. Средний возраст жителя округа 33 лет. На каждые 100 женщин приходится 106,50 мужчин. На каждые 100 женщин старше 18 лет приходится 106,10 мужчин.
Средний доход на домохозяйство в округе составлял 37 525 USD, на семью — 40 731 USD. Среднестатистический заработок мужчины был 32 328 USD против 22 887 USD для женщины. Доход на душу населения составлял 15 843 USD. Около 11,30 % семей и 14,80 % общего населения находились ниже черты бедности, в том числе — 21,60 % молодежи (тех, кому ещё не исполнилось 18 лет) и 10,10 % тех, кому было уже больше 65 лет.